# 德米特里·阿诺索夫
德米特里·阿诺索夫，全名德米特里·维克托罗维奇·阿诺索夫（俄語：Дми́трий Ви́кторович Ано́сов，1936年11月30日—2014年8月5日），俄罗斯数学家。他的主要贡献在动力系统理论，微分几何，拓扑学等领域。
阿诺索夫是俄罗斯科学院院士，苏联国家奖获得者（1976年）。他曾师从列夫·庞特里亚金。

## 生平与贡献
1936年，阿诺索夫出生在一个化学专业的科学工作者家庭。他的父亲是维克多·雅科瓦尔维奇·诺索夫(1891-1972)，物理化学分析专家，彼尔姆国立大学分析与技术化学系主任，莫斯科无机化学研究所研究员。
1953年，他进入莫斯科国立大学力学数学系学习，在大二的时候，他开始参加庞特里亚金举办的微分方程的讨论班，并很快成为他的学生。
阿诺索夫于2014年8月5日去世，他被安葬在莫斯科的特洛耶库罗夫斯科耶公墓。